# Louis Delluc
Louis Jean René Delluc (Cadouin, 1890. október 14. – Párizs, 1924. március 22.) francia avantgárd filmrendező, író, forgatókönyvíró és filmkritikus, a francia filmklub hálózat alapítója. Nevét viseli a Louis Delluc-díj, melyet 1937 óta ítélnek oda az év legjobb francia filmjének.

## Életrajza
A gyógyszerész apától származó, s az egykori Dordogne megyei községben született Louis Delluc családja előbb Bordeaux-ba, majd 1903-ban Párizsba költözött. Iskoláinak befejezése után érdeklődése az újságírás felé fordult. Sokat írt: színikritikákat, verseket, regényeket; már 15 évesen díjat nyert egy versével, 17 évesen adták ki első kötetét. Húszévesen rendszeresen jelennek meg színházi kritikái, huszonhét évesen pedig főszerkesztője lett kora legfényűzőbb és legteljesebb filmes szaklapjának (Le film).
1918. január 16-án feleségül vette Ève Francis színésznőt, aki felfedeztette és megszerettette vele az amerikai filmeket.
1924 elején forgatta utolsó filmjét L'inondation (Az áradás) címmel a Rhône folyó völgyében, nagyon rossz időjárási viszonyok között. Megfázott, súlyos tüdőgyulladást kapott és néhány hét múlva, 33 éves korában elhunyt.

## Munkássága
1917-től Louis Delluc elkezdett filmkritikákat írni; számos cikke és jegyzete jelent meg. Ő találta ki a franciában meghonosodott cinéaste (filmes, filmszakmában dolgozó, filmszakember) kifejezést. Gyermekkori barátjával, Léon Moussinac-kal együtt úttörő szerepet játszott a filmelméleti és filmesztétikai munkák írásában, a független francia kritika megteremtésében. Erősen bírálta korának francia filmművészetét, amelynek megújításáért kardoskodott, és ami – mint mondta – „legyen filmművészet és legyen francia”, azaz szakadjon el végre a színházi formáktól és szabaduljon meg az irodalmi befolyás miatt sokszor merev, rossz forgatókönyvektől. A „mozgásban lévő festmény” teóriájának kiagyalójaként úgy vélte, a francia film sosem fog jelentőset alkotni, mert hazájának alkotó képzelete nem képi, hanem verbális, s a túlhabzó szópörgetés veszélye ugyanúgy ránehezedik a francia filmre, mint az irodalomra.
Fontosabb filmelméleti és filmesztétikai írásai kötetbe szerkesztve is megjelentek: Cinéma et Cie (1918), Photogénie (1920), Chariot (1921), La jungle du cinéma (1922). Ma femme danseuse című 3 részes komédiáját 1924-ben bemutatta a Mathurins Színház.
Fáradhatatlan volt. Öt év alatt két lapot szerkesztett (Le Journal du Ciné-club és Cinéa), létrehozta a filmklubok hálózatát, forgatókönyveket írt és hét filmet rendezett, melyek közül a legfontosabb a Fumée noire című filmesszéje, valamint a Láz és a Hontalan asszony. Alkotásaiban előnyben részesítette a természetes hátteret, beszüntette a színészek túlzott gesztikulálását, és a sokszor nehezen követhető hirtelen, váratlan fordulatok alkalmazását.
Munkássága nagy hatással volt a francia filmművészetre. 1924. március 28-án írta René Clair a Paris-Journal-ban megjelent nekrológban: „Ha a francia film egy nap még létezni fog, azt kell majd mondanunk, hogy az Louis Delluc-nek köszönhető. De fogjuk-e mondani?” 
13 évvel halála után filmkritikus barátai megalapították az első francia filmes díjat, melyet róla neveztek el. Unokaöccse, Gilles Delluc vaskos életrajzi kötetet szentelt neki, Louis Delluc 1890–1924: a francia filmművészet felébresztője a „bolondos évek” idején címmel.

## Filmjei
- 1919 : Spanyol ünnep (La fête espagnole)[7]
- 1920 : Fumée noire
- 1920 : Le silence
- 1920 : Le chemin d'Ernoa [L'américain][8]
- 1921 : Láz (Fièvre)
- 1921 : Le tonnerre
- 1922 : Hontalan asszony (La femme de nulle part)
- 1924 : L'inondation
- 1927 : Le train sans yeux[9]

## Fontosabb irodalmi művei

### Verseskötetek
- Delluc, Louis. Chansons du jeune temps, poésies 1906–1908 (francia nyelven), Paris: Saint-Gervais (1908)
- Delluc, Louis. La Princesse qui ne sourit plus : ballet parlé : précédé de Chanson de route d'un qui n'est pas parti, Marche funèbre des Hohenzollern, Le porc-épic, Prière aux aviateurs : poèmes écrits pour M. Edouard de Max... (francia nyelven), Paris: Éditions d'Aujourd'hui (1978)

### Regények
- Delluc, Louis. Monsieur de Berlin (francia nyelven), Paris: Bibliothèque Charpentier; E. Fasquelle (1916)
- Delluc, Louis. La guerre est morte, Louis Aragon bevezetőjével (francia nyelven), Paris: Édition 4, rue de Furstenberg (1919) [10]
- Delluc, Louis. Le train sans yeux (francia nyelven), Paris: G. Crès & cie (1919)
- Delluc, Louis. La danse du scalp : roman (francia nyelven), Paris: B. Grasset (1919)
- Delluc, Louis. L'homme des bars (francia nyelven), Paris: La Pensée française (1923)
- Delluc, Louis. Le dernier sourire de tête-brûlée : roman (francia nyelven), Paris: Éditions du monde moderne (1928)
- Delluc, Louis. L'enfance d'une reine, Collection l'Alouette (francia nyelven), Paris: Bourrelier (1958)
- Delluc, Louis. Par la plume ou par l'épée ?: La jeunesse aventureuse de Cervantes (francia nyelven), Namur: Soleil Levant, 283. o. (1963)
- Delluc, Louis. La guerre est morte, Pantin: Le Castor astral (francia nyelven), ISBN 2859201858 [1919] [10] (1991)

### Színművek
- Delluc, Louis. Francesca (francia nyelven), Paris: B. Grasset (1911)
- Delluc, Louis. Ma femme danseuse (francia nyelven), Paris: B. Grasset (1919)

### Esszék
- Delluc, Louis. Cinéma & cie : confidences d'un spectateur (francia nyelven), Paris: B. Grasset (1919)
- Delluc, Louis. Photogénie (francia nyelven), Paris: M. de Brunoff (1920)
- Delluc, Louis. La jungle du cinéma (francia nyelven), Paris: Aux éditions de la Sirène (1921)
- Delluc, Louis. Chaplin, Charlie ; Miles, Hamish: Charlie Chaplin (angol nyelven), London: John Lane; New York: John Lane Company (1922)
- Delluc, Louis. Drames de cinéma (francia nyelven), Paris: Éditions du Monde nouveau (1923)
- Delluc, Louis. szerk.: Lherminier, Pierre: Le cinéma et les cinéastes (francia nyelven), Paris: Cinémathèque française, ISBN 2900596025 (1985)
- Delluc Louis. szerk.: Lherminier, Pierre: Ecrits cinématographiques (francia nyelven), Paris: Cinémathèque française, ISBN 2900596025 (1985-1990)
- Delluc Louis. szerk.: Lherminier, Pierre: Cinéma et Cie (francia nyelven), Paris: Cinémathèque française, ISBN 290059605X (1986)
- Delluc, Louis. Drames de cinéma : scénarios et projets de films (francia nyelven), Paris: Cinémathèque française : Cahiers du cinéma, ISBN 2866421019 (1990)
- Delluc, Louis. szerk.: Lherminier, Pierre: Le cinéma au quotidien (francia nyelven), Paris: Cinémathèque française : Cahiers du cinéma, ISBN 2866420918 (1990)

## Magyarul
- Kolumbus hajósinasa. Kolumbussal új földek felé; ford. Kossa János; Testvériség-Egység Kiadó, Noviszád, 1957

## Bibliográfia
- ↑ Gilles Delluc 2002.: Delluc, Gilles. Louis Delluc (1890-1924), l’éveilleur du cinéma français au temps des années folles, Collection: Indépendants Du Premier Siècle (francia nyelven), Périgueux, Paris: Pilote 24, 500. o. [2002. szeptember]. ISBN 2912347238
- Mitry, Jean. Louis Delluc. 1890-1924, Antologie du Cinéma (n°61) (francia nyelven), Paris: L'Avant-scène du Cinéma, 55. o. [1971. január]
- Lherminier, Pierre. Louis Delluc et le cinéma français, Collection : Poche Cinéma (francia nyelven), Paris: Ramsay, 378. o. (2008. november). ISBN 2841149854